# Plumbers Don’t Wear Ties
Plumbers Don’t Wear Ties ist eine Dating-Sim und ein Grafikadventure. Es wurde 1993 für MS-DOS-Computer und am 30. September 1994 für die Spielkonsole 3DO veröffentlicht. Dieses Spiel stellte für die Spielefirma Kirin Entertainment das erste Videospiel dar.
Das Spiel beginnt mit einem Full Motion Video, bei dem Jane das Spielziel erklärt. Anschließend verändert sich das Spiel in eine Slideshow.

## Geschichte und Spielprinzip
Beim Spiel handelt es sich um ein Multiple-Choice-Spiel, bei dem der Spieler entscheiden muss, in welche Richtung das Spiel weitergehen kann.
Die Geschichte des Spiels erzählt von Jane, die in Los Angeles lebt und sich auf ein Vorstellungsgespräch bei einer großen Firma vorbereitet. Allerdings möchte ihr Vater, dass Jane heiratet und ihm ein paar Enkel beschert. Auch der Klempner John ist in einer ähnlichen Situation, da seine Mutter genau das Gleiche möchte wie Janes Vater.
Auf dem Weg zur Firma trifft sie auf John und beide können abhängig von der Entscheidung des Spielers ins Gespräch kommen und sich verlieben oder sich verpassen. Sollten beide zusammentreffen und miteinander sprechen, geht Jane anschließend zum Vorstellungsgespräch und erhält von Firmenchef Thresher entweder eine Absage, eine Zusage oder ein unmoralisches Angebot, bei dem sie sich ausziehen muss. Schließlich liegt es in der Wahl des Spielers, ob Jane darauf eingeht oder nicht. Sollte sie fliehen, gibt es weitere Auswahlmöglichkeiten, unter anderem, dass sich John mit Thresher einlässt oder dass Jane ein weiteres unmoralisches Angebot über 5 Millionen US-Dollar für eine Nacht mit ihm erhält. Schließlich liegt es in der Entscheidung des Spielers, ob die beiden zusammenkommen oder nicht.

## Charaktere
John, dargestellt von Edward J. Foster: John ist ein Klempner, der von Jane vor ihrem ersten Treffen träumt. Eigentlich trägt der Klempner keine Krawatten, allerdings muss er diese auf Wunsch seiner Mutter tragen. Er trifft auf Jane und verliebt sich direkt in sie, allerdings bekommt er auch von Mr. Thresher ein sexuelles Angebot, auf das der Spieler eingehen kann oder nicht.
Jane, dargestellt von Jeanne Basone: Jane ist ein verwöhntes Daddy-Girl, das sich auf einen aussichtsreichen Job bewirbt. Auch sie verliebt sich in John und erhält ebenfalls wie er einige sexuelle Angebote von Mr. Thresher. Sie ist christlich geprägt, jungfräulich und überlegt sich auch eine Nonne zu werden. Durch Mr. Thresher wird sie in einige schräge Situationen mit einer Verfolgungsjagd gebracht.
Mr. Thresher, dargestellt von Paul Bokor: Er ist der Chef einer großen Firma und versucht, Jane und John ins Bett zu kriegen.
Erzähler, dargestellt von Harry Armis und Thyra Metz: Der männliche Erzähler ist eigentlich Janes Vater, der sich in mehreren Hüten dem Spieler präsentiert und später von Wilma angegriffen wird. Er tötet schließlich Wilma und erzählt die Geschichte weiter.
Johns Mutter, dargestellt von Violetta Gevorkian und synchronisiert von Samantha Eggersoll: Sie hat die Befürchtung, dass John schwul ist und sich nichts aus Mädchen macht. Sie nimmt später im Spiel das Angebot von Mr. Thresher an und verbringt mit ihm eine Nacht.

## Kritiken
Das Spiel erhielt hauptsächlich negative Kritiken. Unter anderem wurde die Spielpräsentation negativ aufgefasst. So wird es von NEXGAM-Reviewer Heiko als einzige Lachnummer und Trashperle bezeichnet.
IGN bezeichnete das Spiel als Symbol dafür, dass man Lizenzen nicht an jeden vergeben sollte, der ein Spiel veröffentlichen möchte. Hiermit ist gemeint, dass die Lizenzgebühr für einen veröffentlichten Spieltitel auf dem 3DO lediglich bei 3 US-Dollar pro CD lag.
Auch Diego Antico bezeichnet das Spiel als Rarität mit schlechtem Gameplay. Ebenso schreibt Andy Slaven in seinem Buch The Video Game Bible davon, dass die humoristischen Resultate der falschen Optionen das Spiel nicht davor bewahren können schlecht zu sein.
Die Zeitschrift PC Gamer gab dem Spiel eine Wertung von 3 %, da die ersten 30 Sekunden witzig seien. PC Format gab dem Spiel eine Wertung von 4 %, was die niedrigste Wertung für ein Videospiel in der Geschichte des Magazins darstellt.